# John C. Martin

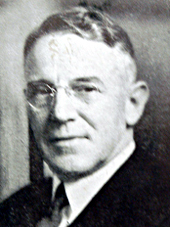
John C. Martin (1938)

John Cunningham Martin (* 29. April 1880 in Salem, Illinois; † 27. Januar 1952 in Long Beach, Kalifornien) war ein US-amerikanischer Politiker. Zwischen 1939 und 1941 vertrat er den Bundesstaat Illinois im US-Repräsentantenhaus.

## Werdegang
John Martin besuchte die öffentlichen Schulen seiner Heimat und danach das Illinois College in Jacksonville. Ab 1907 war er im Bankgewerbe tätig. Zwischen 1922 und 1932 war er einer der Direktoren der Federal Reserve Bank in St. Louis. Zwischen 1933 und 1952, also auch während seiner Zeit im US-Repräsentantenhaus, fungierte er als Präsident der Salem National Bank. In den Jahren 1933 bis 1935 sowie nochmals von 1937 bis 1939 war er State Treasurer  von Illinois. Martin war 1936 und 1937 auch Vorsitzender der Steuerkommission seines Staates. Außerdem war er von 1935 bis 1938 Vorsitzender der Illinois Emergency Relief Commission. Politisch war er Mitglied der Demokratischen Partei.
Bei den Kongresswahlen des Jahres 1938 wurde Martin im 26. Wahlbezirk von Illinois in das US-Repräsentantenhaus in Washington, D.C. gewählt, wo er am 3. Januar 1939 die Nachfolge von Edwin V. Champion antrat. Da er im Jahr 1940 auf eine erneute Kandidatur verzichtete, konnte er bis zum 3. Januar 1941 nur eine Legislaturperiode im Kongress absolvieren. Während dieser Zeit wurden dort die letzten New-Deal-Gesetze der Bundesregierung unter Präsident Franklin D. Roosevelt verabschiedet.
Nach dem Ende seiner Zeit im US-Repräsentantenhaus arbeitete John Martin weiterhin im Bankgewerbe. Er starb am 27. Januar 1952 in Long Beach und wurde in Salem beigesetzt.